# Gerrhopilus tindalli
Espèce
Synonymes
- Typhlops tindalli Smith, 1943

Statut de conservation UICN

 DD  : Données insuffisantes
Gerrhopilus tindalli est une espèce de serpents de la famille des Gerrhopilidae.

## Répartition
Cette espèce est endémique du Kerala en Inde.

## Étymologie
Cette espèce est nommée en l'honneur de Roger Tindall.

## Publication originale
- Smith, 1943 : The Fauna of British India, Ceylon and Burma, Including the Whole of the Indo-Chinese Sub-Region. Reptilia and Amphibia. 3 (Serpentes). Taylor and Francis, London, p. 1-583.